# Édouard Roger-Vasselin
Édouard Roger-Vasselin (Gennevilliers, Illa de França, 28 de novembre de 1983) és un jugador de tennis professional francès. La seva millor posició en el rànquing individual va ser el número 35 el 2014 i a nivell ATP ha aconseguit 28 títols en la categoria de dobles durant la seva carrera, entre els quals destaca la victòria a Roland Garros el 2014, que li va permetre arribar al número 6 del rànquing de dobles. És fill de Christophe Roger-Vasselin, que fou semifinalista del Roland Garros el 1983.

## Torneigs de Grand Slam

### Dobles femenins: 3 (1−2)
| Resultat  | Núm. | Any  | Torneig       | Parella          | Oponents                            | Marcador                            |
| --------- | ---- | ---- | ------------- | ---------------- | ----------------------------------- | ----------------------------------- |
| Guanyador | 1.   | 2014 | Roland Garros | Julien Benneteau | Marcel Granollers Marc López        | 6−3, 7−6(1)                         |
| Finalista | 1.   | 2016 | Wimbledon     | Julien Benneteau | Pierre-Hugues Herbert Nicolas Mahut | 6−4, 7−6(1), 6−3                    |
| Finalista | 2.   | 2019 | Wimbledon     | Nicolas Mahut    | Juan Sebastián Cabal Robert Farah   | 7−6(5), 6−7(5), 6−7(6), 7−6(5), 3−6 |

### Dobles mixts: 2 (1−1)
| Resultat  | Núm. | Any  | Torneig       | Parella          | Oponents                      | Marcador         |
| --------- | ---- | ---- | ------------- | ---------------- | ----------------------------- | ---------------- |
| Finalista | 1.   | 2022 | US Open       | Kirsten Flipkens | Storm Sanders John Peers      | 6−4, 4−6, [7−10] |
| Guanyador | 1.   | 2024 | Roland Garros | Laura Siegemund  | Desirae Krawczyk Neal Skupski | 6−4, 7−5         |

## Palmarès

### Individual: 2 (0−2)
| Llegenda                          |
| --------------------------------- |
| Grand Slams (0−0)                 |
| ATP Finals (0−0)                  |
| ATP World Tour Masters 1000 (0−0) |
| ATP World Tour 500 (0−0)          |
| ATP World Tour 250 (0−2)          |

| Títols per superfície |
| --------------------- |
| Dura (0−2)            |
| Gespa (0−0)           |
| Terra batuda (0−0)    |

| Resultat  | Núm. | Data               | Torneig                    | Superfície | Oponent        | Marcador    |
| --------- | ---- | ------------------ | -------------------------- | ---------- | -------------- | ----------- |
| Finalista | 1.   | 3 de març de 2013  | Delray Beach, Estats Units | Dura       | Ernests Gulbis | 6−7(3), 3−6 |
| Finalista | 2.   | 5 de gener de 2014 | Chennai, Índia             | Dura       | Stan Wawrinka  | 5−7, 2−6    |

### Dobles masculins: 48 (28−20)
| Llegenda                          |
| --------------------------------- |
| Grand Slams (1−2)                 |
| ATP Finals (0−1)                  |
| ATP World Tour Masters 1000 (3−4) |
| ATP World Tour 500 (5−8)          |
| ATP World Tour 250 (18−5)         |

| Títols per superfície |
| --------------------- |
| Dura (25−13)          |
| Gespa (1−3)           |
| Terra batuda (2−4)    |

| Resultat  | Núm. | Data                   | Torneig                         | Superfície   | Parella           | Oponents                            | Marcador                            |
| --------- | ---- | ---------------------- | ------------------------------- | ------------ | ----------------- | ----------------------------------- | ----------------------------------- |
| Guanyador | 1.   | 5 de febrer de 2012    | Montpeller, França              | Dura (i)     | Nicolas Mahut     | Paul Hanley Jamie Murray            | 6−4, 7−6(4)                         |
| Guanyador | 2.   | 26 de febrer de 2012   | Marsella, França                | Dura (i)     | Nicolas Mahut     | Dustin Brown Jo-Wilfried Tsonga     | 3−6, 6−3, [10−6]                    |
| Guanyador | 3.   | 23 de setembre de 2012 | Metz, França                    | Dura (i)     | Nicolas Mahut     | Johan Brunström Frederik Nielsen    | 7−6(3), 6−4                         |
| Guanyador | 4.   | 14 de juliol de 2013   | Newport, Estats Units           | Gespa        | Nicolas Mahut     | Tim Smyczek Rhyne Williams          | 6−7(3), 6−2, [10−5]                 |
| Finalista | 1.   | 21 de juliol de 2013   | Bogotà, Colòmbia                | Dura         | Igor Sijsling     | Purav Raja Divij Sharan             | 6−7(4), 6−7(3)                      |
| Guanyador | 5.   | 28 de juliol de 2013   | Atlanta, Estats Units           | Dura         | Igor Sijsling     | Colin Fleming Jonathan Marray       | 7−6(6), 6−3                         |
| Guanyador | 6.   | 6 d'octubre de 2013    | Tòquio, Japó                    | Dura         | Rohan Bopanna     | Jamie Murray John Peers             | 7−6(5), 6−4                         |
| Guanyador | 7.   | 23 de febrer de 2014   | Marsella (2)                    | Dura (i)     | Julien Benneteau  | Paul Hanley Jamie Murray            | 4−6, 7−6(6), [13−11]                |
| Guanyador | 8.   | 8 de juny de 2014      | Roland Garros, França           | Terra batuda | Julien Benneteau  | Marcel Granollers Marc López        | 6−3, 7−6(1)                         |
| Finalista | 2.   | 12 d'octubre de 2014   | Xangai, Xina                    | Dura         | Julien Benneteau  | Bob Bryan Mike Bryan                | 3−6, 6−7(1)                         |
| Guanyador | 9.   | 26 de juliol de 2015   | Bogotà                          | Dura         | Radek Štěpánek    | Mate Pavić Michael Venus            | 7−5, 6−3                            |
| Finalista | 3.   | 16 d'agost de 2015     | Mont-real, Canadà               | Dura         | Daniel Nestor     | Bob Bryan Mike Bryan                | 6−7(5), 6−3, [6−10]                 |
| Guanyador | 10.  | 23 d'agost de 2015     | Cincinnati, Estats Units        | Dura         | Daniel Nestor     | Marcin Matkowski Nenad Zimonjić     | 6−2, 6−2                            |
| Guanyador | 11.  | 27 de setembre de 2015 | Metz (2)                        | Dura (i)     | Łukasz Kubot      | P-H. Herbert Nicolas Mahut          | 2−6, 6−3, [10−7]                    |
| Finalista | 4.   | 11 d'octubre de 2015   | Pequín, Xina                    | Dura         | Daniel Nestor     | Vasek Pospisil Jack Sock            | 6−3, 3−6, [6−10]                    |
| Finalista | 5.   | 10 de juliol de 2016   | Wimbledon, Regne Unit           | Gespa        | Julien Benneteau  | P-H. Herbert Nicolas Mahut          | 4−6, 6−7(1), 3−6                    |
| Guanyador | 12.  | 24 de juliol de 2016   | Washington DC, Estats Units     | Dura         | Daniel Nestor     | Łukasz Kubot Alexander Peya         | 7−6(3), 7−6(4)                      |
| Guanyador | 13.  | 23 d'octubre de 2016   | Anvers, Bèlgica                 | Dura (i)     | Daniel Nestor     | P-H. Herbert Nicolas Mahut          | 6−4, 6−4                            |
| Finalista | 6.   | 14 de maig de 2017     | Madrid, Espanya                 | Terra batuda | Nicolas Mahut     | Łukasz Kubot Marcelo Melo           | 5−7, 3−6                            |
| Finalista | 7.   | 25 de juny de 2017     | Queen's Club, Regne Unit        | Gespa        | Julien Benneteau  | Jamie Murray Bruno Soares           | 2−6, 3−6                            |
| Guanyador | 14.  | 24 de setembre de 2017 | Metz (3)                        | Dura (i)     | Julien Benneteau  | Wesley Koolhof Artem Sitak          | 7−5, 6−3                            |
| Finalista | 8.   | 29 d'octubre de 2017   | Basilea, Suïssa                 | Dura (i)     | Fabrice Martin    | Ivan Dodig Marcel Granollers        | 5−7, 6−7(6)                         |
| Finalista | 9.   | 15 d'abril de 2018     | Marràqueix, Marroc              | Terra batuda | Benoît Paire      | Nikola Mektić Alexander Peya        | 5−7, 6−3, [7−10]                    |
| Finalista | 10.  | 5 d'agost de 2018      | Washington DC                   | Dura         | Mike Bryan        | Jamie Murray Bruno Soares           | 6−3, 3−6, [4−10]                    |
| Guanyador | 15.  | 23 de setembre de 2018 | Metz (4)                        | Dura (i)     | Nicolas Mahut     | Ken Skupski Neal Skupski            | 6−1, 7−5                            |
| Guanyador | 16.  | 21 d'octubre de 2018   | Anvers (2)                      | Dura (i)     | Nicolas Mahut     | Marcelo Demoliner Santiago González | 6−4, 7−5                            |
| Finalista | 11.  | 28 d'octubre de 2018   | Viena, Àustria                  | Dura (i)     | Mike Bryan        | Joe Salisbury Neal Skupski          | 6−7(5), 3−6                         |
| Guanyador | 17.  | 10 de febrer de 2019   | Montpeller (2)                  | Dura (i)     | Ivan Dodig        | Benjamin Bonzi Antoine Hoang        | 6−3, 6−3                            |
| Guanyador | 18.  | 25 de maig de 2019     | Lió, França                     | Terra batuda | Ivan Dodig        | Ken Skupski Neal Skupski            | 6−4, 6−3                            |
| Finalista | 12.  | 13 de juliol de 2019   | Wimbledon (2)                   | Gespa        | Nicolas Mahut     | J.S. Cabal Robert Farah             | 7−6(5), 6−7(5), 6−7(6), 7−6(5), 3−6 |
| Finalista | 13.  | 22 de setembre de 2019 | Metz                            | Dura (i)     | Nicolas Mahut     | Robert Lindstedt Jan-Lennard Struff | 6−2, 6−7(1), [4−10]                 |
| Guanyador | 19.  | 6 d'octubre de 2019    | Tòquio (2)                      | Dura         | Nicolas Mahut     | Nikola Mektić Franko Škugor         | 7−6(7), 6−4                         |
| Guanyador | 20.  | 20 d'octubre de 2019   | Estocolm, Suècia                | Dura (i)     | Henri Kontinen    | Mate Pavić Bruno Soares             | 6−4, 6−2                            |
| Guanyador | 21.  | 18 d'octubre de 2020   | Sant Petersburg, Rússia         | Dura (i)     | Jürgen Melzer     | Marcelo Demoliner Matwé Middelkoop  | 6−2, 7−6(4)                         |
| Finalista | 14.  | 14 de novembre de 2020 | Sofia, Bulgària                 | Dura (i)     | Jürgen Melzer     | Jamie Murray Neal Skupski           | Renúncia                            |
| Finalista | 15.  | 22 de novembre de 2020 | ATP Finals, Londres, Regne Unit | Dura (i)     | Jürgen Melzer     | Wesley Koolhof Nikola Mektić        | 2−6, 6−3, [5−10]                    |
| Guanyador | 22.  | 28 de febrer de 2021   | Montpeller (3)                  | Dura (i)     | Henri Kontinen    | Jonathan Erlich Andrei Vasilevski   | 6−2, 7−5                            |
| Finalista | 16.  | 19 de març de 2022     | Indian Wells, Estats Units      | Dura         | Santiago González | John Isner Jack Sock                | 6−7(4), 3−6                         |
| Guanyador | 23.  | 16 d'octubre de 2022   | Florència, Itàlia               | Dura (i)     | Nicolas Mahut     | Ivan Dodig Austin Krajicek          | 7−6(4), 6−3                         |
| Finalista | 17.  | 30 d'octubre de 2022   | Basilea (2)                     | Dura (i)     | Nicolas Mahut     | Ivan Dodig Austin Krajicek          | 4−6, 6−7(5)                         |
| Guanyador | 24.  | 26 de febrer de 2023   | Marsella (3)                    | Dura (i)     | Santiago González | Nicolas Mahut Fabrice Martin        | 4−6, 7−6(4), [10−7]                 |
| Guanyador | 25.  | 1 d'abril de 2023      | Miami, Estats Units             | Dura         | Santiago González | Austin Krajicek Nicolas Mahut       | 7−6(4), 7−5                         |
| Guanyador | 26.  | 5 d'agost de 2023      | Los Cabos, Mèxic                | Dura         | Santiago González | Andrew Harris Dominik Köpfer        | 6−4, 7−5                            |
| Guanyador | 27.  | 29 d'octubre de 2023   | Basilea                         | Dura (i)     | Santiago González | Hugo Nys Jan Zieliński              | 6−7(8), 7−6(3), [10−1]              |
| Guanyador | 28.  | 6 de novembre de 2023  | París, França                   | Dura (i)     | Santiago González | Rohan Bopanna Matthew Ebden         | 6−2, 5−7, [10−7]                    |
| Finalista | 18.  | 21 de juliol de 2024   | Hamburg, Alemanya               | Terra batuda | Fabien Reboul     | Kevin Krawietz Tim Pütz             | 6−7(8), 2−6                         |
| Finalista | 19.  | 6 d'abril de 2025      | Marràqueix (2)                  | Terra batuda | Hugo Nys          | Petr Nouza Patrik Rikl              | 3−6, 4−6                            |
| Finalista | 20.  | 26 de juliol de 2025   | Washington DC                   | Dura         | Hugo Nys          | Simone Bolelli Andrea Vavassori     | 3−6, 4−6                            |

### Dobles mixts: 2 (1−1)
| Resultat  | Núm. | Data                   | Torneig               | Superfície   | Parella          | Oponents                      | Marcador         |
| --------- | ---- | ---------------------- | --------------------- | ------------ | ---------------- | ----------------------------- | ---------------- |
| Finalista | 1.   | 10 de setembre de 2022 | US Open, Estats Units | Dura         | Kirsten Flipkens | Storm Sanders John Peers      | 6−4, 4−6, [7−10] |
| Guanyador | 1.   | 6 de juny de 2024      | Roland Garros, França | Terra batuda | Laura Siegemund  | Desirae Krawczyk Neal Skupski | 6−4, 7−5         |

## Trajectòria

### Individual
| Open d'Austràlia | Q1  | 1R  | Q1  | Q3  | Q1   | 2R    | 3R    | 3R    | 2R   | Q3  | 0 / 5    | 5 − 5    |
| Roland Garros | 3R  | Q1  | Q2  | 2R  | 1R   | 2R    | 2R    | 1R    | 1R   | A   | 0 / 7    | 5 − 7    |
| Wimbledon | 3R  | 1R  | 1R  | Q2  | 1R   | 1R    | 1R    | 2R    | Q3   | 2R  | 0 / 8    | 4 − 8    |
| US Open | 1R  | Q2  | Q1  | Q1  | 1R   | 1R    | 2R    | 1R    | Q1   | Q1  | 0 / 5    | 1 − 5    |
| Total Victòries−Derrotes                                                                                                   | 5−7 | 2−6 | 2−3 | 2−7 | 6−12 | 14−19 | 23−26 | 21−28 | 6−12 | 2−3 | 84 − 125 | 84 − 125 |
| Rànquing a final d'any | 97  | 166 | 153 | 124 | 106  | 102   | 52    | 87    | 123  | 293 |          |          |
| Llegenda: G: Guanyador; F: Finalista; SF: Semifinalista; QF: Quarts de final; Q: Qualificació; A: Absent; RR: Round Robin; |     |     |     |     |      |       |       |       |      |     |          |          |

### Dobles masculins
| Torneig | 2003 | 2004 | 2005 | 2006 | 2007 | 2008 | 2009 | 2010 | 2011 | 2012  | 2013  | 2014  | 2015  | 2016  | 2017  | 2018  | 2019  | 2020  | 2021  | 2022 | 2023 | 2024 | Títols    | V − D     |
| --- | ---- | ---- | ---- | ---- | ---- | ---- | ---- | ---- | ---- | ----- | ----- | ----- | ----- | ----- | ----- | ----- | ----- | ----- | ----- | ---- | ---- | ---- | --------- | --------- |
| Open d'Austràlia | A    | A    | A    | A    | A    | 2R   | A    | A    | 1R   | A     | 3R    | 3R    | QF    | 1R    | 2R    | 3R    | 2R    | 2R    | 1R    | 1R   | 2R   | 2R   | 0 / 14    | 15 − 14   |
| Roland Garros | 1R   | 2R   | 2R   | A    | 1R   | 1R   | 1R   | 2R   | 1R   | 2R    | 2R    | G     | 3R    | QF    | 2R    | QF    | 1R    | 3R    | 1R    | 2R   | 3R   |      | 1 / 20    | 25 − 20   |
| Wimbledon | A    | A    | A    | A    | A    | A    | A    | A    | A    | QF    | SF    | QF    | 2R    | F     | 2R    | 2R    | F     | NC    | 2R    | QF   | 3R   |      | 0 / 11    | 28 − 11   |
| US Open | A    | A    | A    | A    | 1R   | A    | A    | A    | A    | 2R    | 3R    | 1R    | 3R    | 1R    | QF    | QF    | 2R    | 1R    | A     | 1R   | 3R   |      | 0 / 12    | 14 − 12   |
| ATP World Tour Finals | A    | A    | A    | A    | A    | A    | A    | A    | A    | A     | A     | SF    | A     | A     | A     | A     | A     | F     | A     |      |      |      | 0 / 2     | 5 − 4     |
| Total Victòries−Derrotes                                                                                                   | 0−1  | 1−1  | 1−1  | 0−0  | 1−5  | 1−2  | 0−1  | 4−5  | 3−5  | 22−13 | 34−19 | 35−20 | 37−16 | 27−18 | 30−21 | 41−26 | 38−21 | 26−18 | 11−13 |      |      |      | 314 − 212 | 314 − 212 |
| Rànquing a final d'any | 324  | 320  | 191  | 291  | 293  | 219  | 170  | 98   | 133  | 43    | 17    | 7     | 17    | 17    | 26    | 24    | 16    | 15    | 42    |      |      |      |           |           |
| Llegenda: G: Guanyador; F: Finalista; SF: Semifinalista; QF: Quarts de final; Q: Qualificació; A: Absent; RR: Round Robin; |      |      |      |      |      |      |      |      |      |       |       |       |       |       |       |       |       |       |       |      |      |      |           |           |

### Dobles mixts
| Torneig | 2008 | 2009 | 2010 | 2011 | 2012 | 2013 | 2014 | 2015 | 2016 | 2017 | 2018 | 2019 | 2020 | 2021 | 2022 | 2023 | 2024 | Títols | V − D  |
| --- | ---- | ---- | ---- | ---- | ---- | ---- | ---- | ---- | ---- | ---- | ---- | ---- | ---- | ---- | ---- | ---- | ---- | ------ | ------ |
| Open d'Austràlia | A    | A    | A    | A    | A    | A    | A    | A    | A    | 1R   | QF   | 2R   | 2R   | A    | A    | 1R   | 1R   | 0 / 6  | 4 − 6  |
| Roland Garros | 1R   | A    | A    | A    | 2R   | 1R   | 1R   | 1R   | SF   | SF   | 2R   | 2R   | NC   | 1R   | A    | 1R   |      | 0 / 11 | 9 − 11 |
| Wimbledon | A    | A    | A    | A    | A    | A    | A    | 2R   | A    | 2R   | 3R   | 3R   | NC   | QF   | QF   | 1R   |      | 0 / 7  | 6 − 7  |
| US Open | A    | A    | A    | A    | A    | 2R   | A    | A    | A    | 1R   | QF   | 2R   | NC   | A    |      |      |      | 0 / 4  | 4 − 4  |
| Llegenda: G: Guanyador; F: Finalista; SF: Semifinalista; QF: Quarts de final; Q: Qualificació; A: Absent; RR: Round Robin; |      |      |      |      |      |      |      |      |      |      |      |      |      |      |      |      |      |        |        |